# Сурум
Суру́м (каз. Сырым) — станційне селище у складі Жуалинського району Жамбильської області Казахстану. Входить до складу Кизиларицького сільського округу.
Населення — 393 особи (2021; 404 у 2009, 380 у 1999, 367 у 1989).